# Nimritz

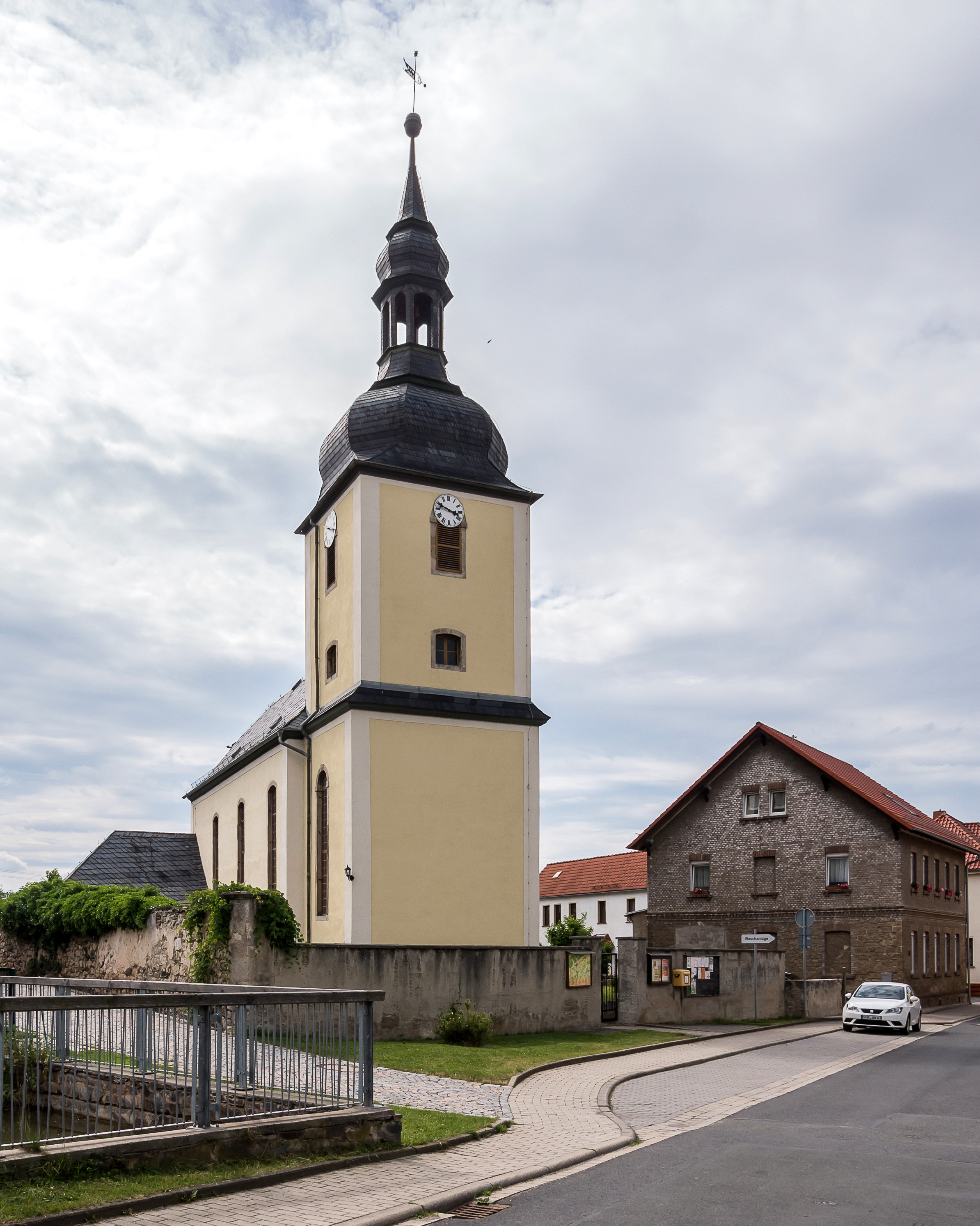
Église de Nimritz.

Nimritz est une municipalité allemande du land de Thuringe, dans l’arrondissement de Saale-Orla, au centre de l’Allemagne.